# 莫斯蒂埃茹勒
莫斯蒂埃茹勒（法語：Mostuéjouls，法語發音：[mɔstɥeʒul]）是法国阿韦龙省的一个市镇，属于米约区。

## 地理
莫斯蒂埃茹勒（44°12'10"N, 3°11'1"E）面积30.95 平方千米，位于法国奧克西塔尼大區阿韦龙省，该省份为法国南部内陆省份，位于法國中央高原南部，北起顺时针与康塔爾省、洛泽尔省、加尔省、埃罗省、塔恩省、塔恩-加龙省和洛特省接壤。
与莫斯蒂埃茹勒接壤的市镇（或旧市镇、城区）包括：佩尔洛、塔恩河畔里维耶尔、勒罗济耶、圣皮埃尔-德特里皮耶、阿韦龙河畔塞韦拉克、马斯格罗斯-科斯-戈尔日。

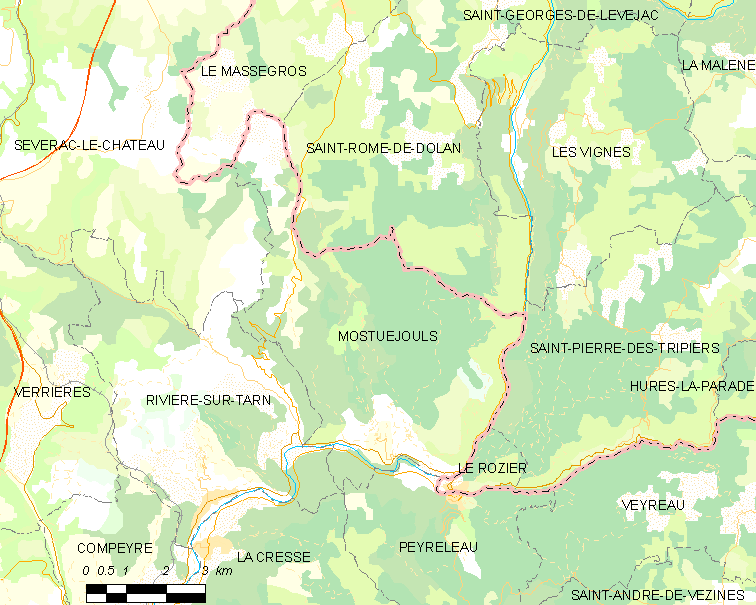
莫斯蒂埃茹勒的OSM定位图

莫斯蒂埃茹勒的时区为UTC+01:00、UTC+02:00（夏令时）。

## 行政
莫斯蒂埃茹勒的邮政编码为12720，INSEE市镇编码为12160。

## 政治
莫斯蒂埃茹勒所属的省级选区为塔恩-科斯县。

## 人口

1962-2008年间莫斯蒂埃茹勒人口变化图示

莫斯蒂埃茹勒于2022年1月1日时的人口数量为329人。